# Rhitymna flava
Rhitymna flava är en spindelart som beskrevs av Schmidt och Krause 1994. Rhitymna flava ingår i släktet Rhitymna och familjen jättekrabbspindlar. Inga underarter finns listade i Catalogue of Life.